# Chiesa di Tutti i Santi (Earls Barton)
La Chiesa di Tutti i Santi è una nota chiesa parrocchiale anglicana a Earls Barton, nel Northamptonshire. Si stima che l'edificio risalga alla fine del X secolo, poco dopo le incursioni danesi in Inghilterra.

## La torre
La torre di Earls Barton era probabilmente in origine una torre-navata, il piano terra fungeva da corpo principale della chiesa con un piccolo presbiterio annesso a est, come nella chiesa di St Peter di Barton-upon-Humber, costruita all'incirca nello stesso periodo. Un portale sul lato sud della torre, e in origine un'altra apertura sul lato ovest, permettevano l'accesso dall'esterno. I piani superiori probabilmente fornivano alloggio per il sacerdote o fungevano da rifugio sicuro per custodire tesori, sebbene sia stato sottolineato che tali torri sarebbero state trappole mortali in un'incursione vichinga, con i loro pavimenti in legno combustibile e le porte multiple. C'è un campanile al piano più elevato.
La torre è costruita con macerie di pietra e intonacata all'esterno, ed è decorata con lesene verticali in calcare e cuir découpé. Agli angoli le murature sono rinforzate da lunghi conci verticali incastonati su lastre orizzontali, e per questo si parla di opera lunga e corta. Il modo in cui è decorata la torre è unico per l'architettura anglosassone e la stessa torre anglosassone decorata è un fenomeno che si verifica localmente, tra cui Barnack vicino a Peterborough e Stowe Nine Churches nel Northamptonshire.
I piani sono divisi da marcapiani in pietra, e ad ogni piano successivo, le pareti diventano leggermente più sottili, creando un gradino ad ogni rango. Le lesene verticali continuano su per la torre e sono intervallate da archi a fascia in pietra al livello inferiore e decorazioni triangolari al livello superiore, in alcuni casi con un motivo incrociato.
Nel XII secolo il piccolo coro anglosassone, più stretto della torre, fu raso al suolo e sostituito da una navata così che la torre ora si trova all'estremità occidentale. Questa navata fu ampliata più tardi nel XII secolo e poi ristrutturata nel XIII e all'inizio del XIV secolo. L'estremità orientale del presbiterio è del XIII secolo.
La torre è alta 21 metri dalla base ai merli.

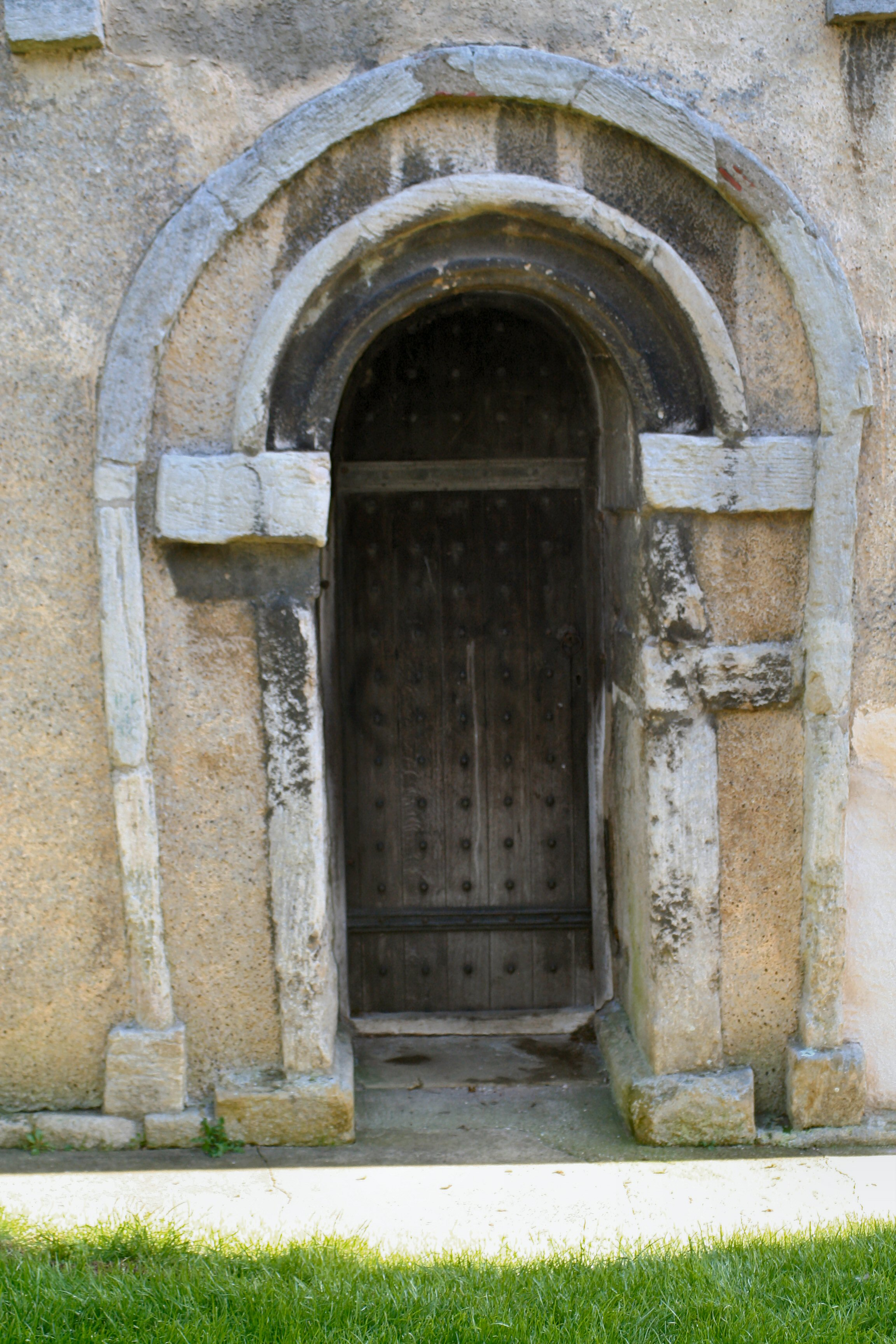
Vecchia porta di Tutti i Santi

## Caratteristiche architettoniche
L'influenza è molto romanica, e questo può essere notato guardando le porte e le finestre della torre. Al portale ovest, lesene corrono lungo i lati e continuano sopra la testa in un arco. All'interno di questa si trova una modanatura ad arco che scaturisce da colonne quadrate. Queste sono decorate con scanalature verticali. Gli stipiti sono di grosse pietre piatte, ortogonali al muro. La forma degli stipiti è di origine romanica. Un esempio si trova nella Bath House of Chesters Fort sul Vallo di Adriano. Le finestre a basso livello a sud sono bifore con fusti di balaustre e architravi ad arco, e le aperture delle finestre stesse sono a forma di croce. In alto, la cella campanaria presenta pentafore ad arco con colonnine.
L'arcata cieca è puramente decorativa, poiché gli archi e i triangoli scaturiscono dai marcapiani anziché sostenerli. In effetti, Warwick Rodwell ha suggerito che il "guazzabuglio senza speranza" dell'arcata di Earls Barton dimostra che si trattava di un semplice ornamento. Rodwell suggerisce che il progetto fosse basato su un'intelaiatura in legno, ma che le parti siano state poi assemblate in modo errato. La posizione delle aperture nella torre sfruttano questa decorazione inserendosi all'interno dei triangoli e delle lesene.
L'uso della pietra permise di costruire torri robuste in quel periodo, e la disponibilità di pietra che poteva essere facilmente estratta e scolpita permise a torri come a Earls Barton di essere decorate in questo modo. Il calcare di Barnack venne estratto dai tempi anglosassoni e per tutto il Medioevo per costruire chiese e cattedrali tra cui Peterborough ed Ely. È evidente che chiese anglosassoni con "opere lunghe e corte" e lesene sono distribuite in tutta l'Inghilterra dove era disponibile questo tipo di calcare, e nell'Anglia orientale dove la pietra veniva trasportata.

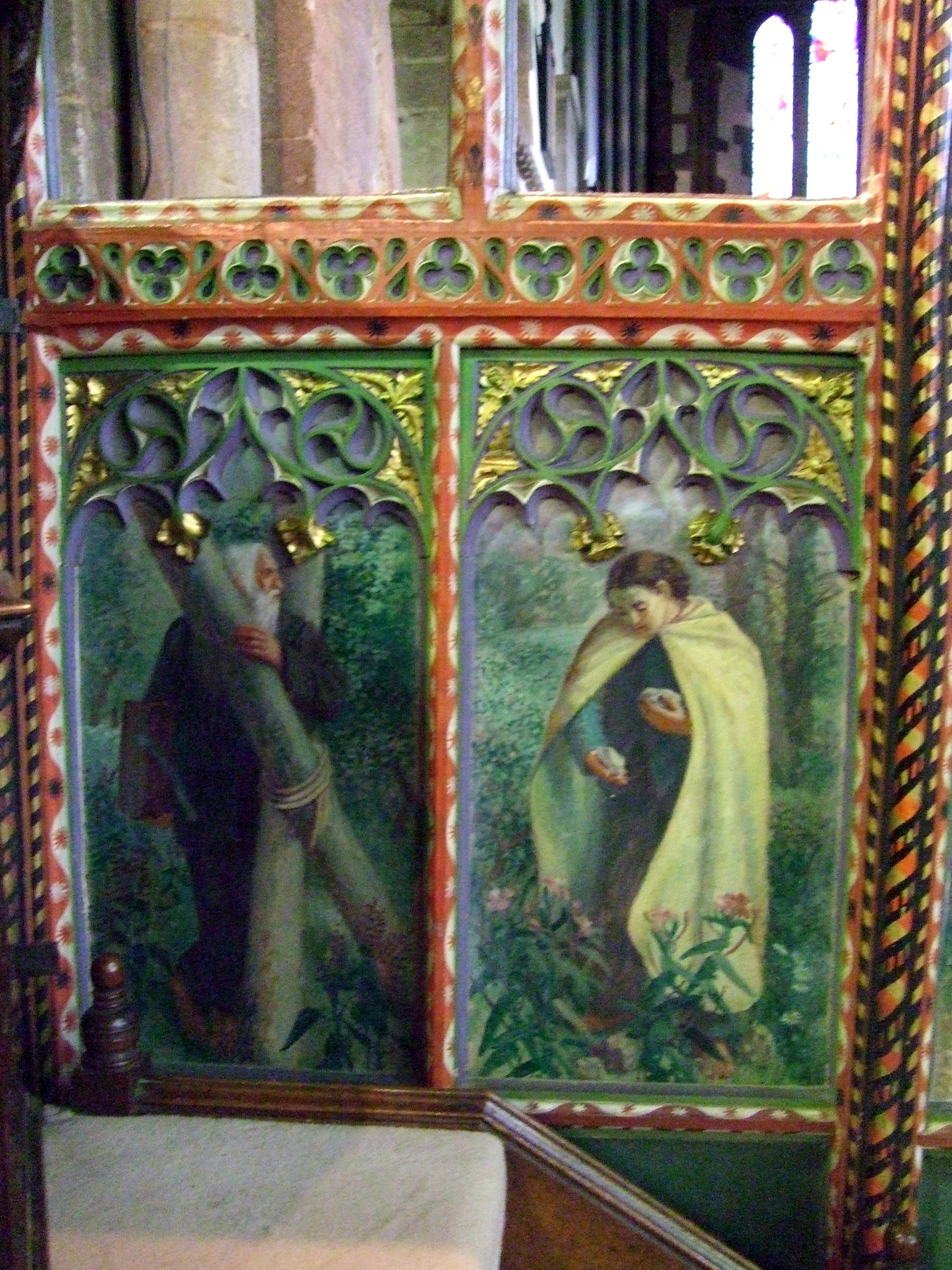
Sant'Andrea e Santo Stefano sul tramezzo dipinto da Henry Bird

Nel 1935, Henry Bird dipinse il tramezzo del XV secolo. Le sue parti superiori contengono specie di farfalle che sono presenti nell'area.

## Storia
A nord della chiesa c'è un tumulo e un fossato quasi confinanti. Nikolaus Pevsner supponeva che il signore del maniero considerasse la chiesa un'invasione e progettasse di demolirla. In seguito alla conquista normanna dell'Inghilterra un anglosassone chiamato Waltheof era diventato il primo conte di Northampton. Sposò la nipote di Guglielmo I, Judith, e le fu concesso un terreno a Buarton, in seguito chiamato Earls Barton. Il tumulo potrebbe essere stato parte di un maniero. È ragionevole ipotizzare che la chiesa di Tutti i Santi fosse originariamente legata a un maniero, piuttosto che a un monastero. Sono presenti anche lavori di sterro adiacenti alla chiesa di Sulgrave nel Northamptonshire, dove sono stati scoperti i resti di una sala anglosassone, per cui le chiese legate ai manieri non erano sconosciute all'epoca della costruzione di Tutti i Santi.